# Nordström & Thulin

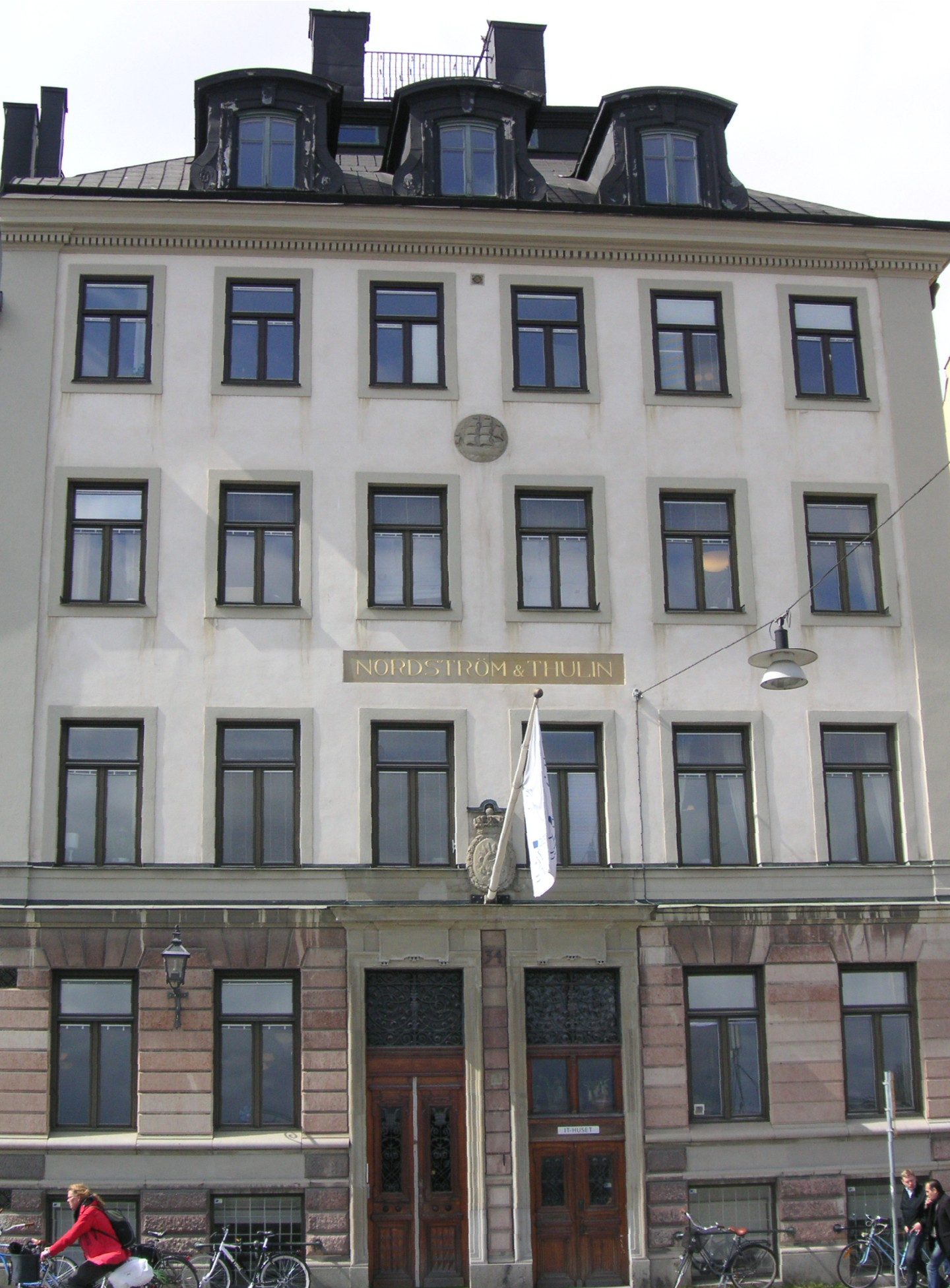
Före detta Huvudkontoret

Nordström & Thulin AB var ett svenskt rederi med huvudkontor på Skeppsbron 34 i Stockholm. Föregångaren till Nordström & Thulin grundades 1850 i Stockholm av skeppsmäklaren Carl David Nordström (1816–81). Carl Gustav Thulin (1845–1918) anställdes 1861 i företaget och trädde in som delägare 1866. Samma år förvärvade bolaget sitt första fartyg. Några år senare utträdde Nordström ur firman, som då kom att ägas endast av familjen Thulin. Han var även italiensk konsul i Stockholm efter 1895.
1918 övertog Carl Gustav Thulins son Gustaf Thulin ledningen för bolaget, som 1946 ombildades till aktiebolag.
Under efterkrigstiden satsade Nordström & Thulin på bulk/malmfrakt i nära samarbete med Gränges. Bolaget kom tidigt att få ett stort internationellt engagemang med dotterbolag i till exempel USA.
1971 sålde familjen Thulin bolaget till tre anställda. Under 1980-talet expanderade rederiet kraftigt inom främst tanksjöfarten. Nordström & Thulin etablerade sig också som färjerederi och hade under perioden 1988-98 koncession för trafik mellan Gotland och svenska fastlandet. 1990 startade man även färjetrafik mellan Sverige och Estland via sitt hälftenägda dotterbolag Estline. Denna del av Nordström & Thulins verksamhet fick emellertid ett abrupt slut med M/S Estonias förlisning 1994. Som en följd av denna katastrof lämnade rederiet all färjesjöfart, inklusive Gotlandslinjen.
Nordström & Thulin, som börsintroducerades 1986 fusionerades 1998 med Argonaut AB och bildade N&T Argonaut AB (NTA). Huvudägare är den österrikiske redaren Helmut Sohmen (f. 1939) med World-Wide Shipping Agency. Under år 2000 avnoterades N&T Argonaut dock från Stockholmsbörsen och därmed har detta rederi inte längre någon svensk anknytning.